# オケナイト
オケナイト (okenite) は、オーケン石とも呼ばれる鉱物。別名：ラビットテール。
化学組成はCaSi2O5･2H2O、結晶系：三斜晶系、硬度：5、比重：2.28 - 2.33、色：白。
ふわふわとしたウサギの毛のような外観を持つため、鉱物のイメージとは遠い。日本ではケサランパサランにも擬せられている。

## 特徴
細いガラス状の繊維が放射状に伸び、多くは綿のボールのようなクラスターを作る。これを「コットンボール・クラスター」と呼ぶ。見た目同様ビロードのような感触であり、汚れを吸着しやすい。オケナイトは火山性の小型の晶洞（空洞）の内側を覆うように密集しクラスターを形成する。これは「オケナイト晶洞」と呼ばれ玄武岩の産地であるインドのデカン高原から魚眼石、ギロル石、沸石などを伴って産出されることが多い。
産業用に利用されることはないが、装飾用あるいはパワーストーンとして珍重される。
ケースなどで梱包など保護をせず裸石の場合折れたり分離した破片が身体に刺さったり呼吸器に吸入すると非水溶性、非生体親和性の繊維状珪酸物質なので体内に残留する可能性があるので石綿同様に健康被害が出る危険性がある。

## 名前の由来
名前はドイツの自然科学者ローレンツ・オーケン（1779 - 1851）にちなむ。